# Элхэ Ниэннах
Элхэ Ниэннах (также Ниенна, настоящее имя Наталья Эдуардовна Васильева; род. 4 февраля 1970, Москва) — российская писательница, поэтесса и менестрель. Член толкиновского фэндома России. Наиболее известна как автор фанфика «Чёрная книга Арды».

## Биография
Училась в школе с углубленным изучением английского языка; поступила в МГПИИЯ им. Мориса Тореза. Окончила МГЛУ (Московский государственный лингвистический университет).
Некоторое время работала секретарем-референтом. В настоящее время работает литературным переводчиком. Член толкиновского фэндома с 1991 года.

## История творчества
Пишет: стихи — с 1978 г., прозу — с 1991 г., песни — с 1992 г. Многие песни Натальи Васильевой, написанные в начале — середине 1990-х годов, напрямую связаны с миром Средиземья, хотя в последние несколько лет она перешла к написанию песен на общечеловеческие темы.
В 1995 году совместно с Натальей Некрасовой (Иллет) опубликовала первую версию «Чёрной книги Арды». В 2000 году вышла вторая редакция книги (уже без участия Иллет), в 2008 году — третья и окончательная.
По словам писательницы, первая версия была «попыткой докричаться», вторая — «говорить спокойно»; в первом издании принцип «понять оппонента» декларировался, во втором — претворён в жизнь.
В этой книге она показывает историю Арды с другой стороны — с точки зрения «тёмных сил», объявленных у Толкина главными врагами мира. Основная идея — «смотрите своими глазами». Книга символизирует неоднозначность любой истории, в том числе истории нашего мира. Ясно излагается позиция и философия «тёмной стороны». Согласно этой концепции, никто не является изначально правым или виноватым: все сражаются за правое дело, просто у каждого оно своё.

## Ах’энн
Также в книге показано наречие «тёмных» — вымышленный язык ах’энн. Согласно «Чёрной книги Арды» изначально на нём говорили уничтоженные в Войне Стихий Эльфы Тьмы (Эллери Ахэ), затем этот язык стал «языком мудрости» для «тёмных» народов Севера; на нём писали летописи, стихи. Для записи использовался алфавит тай’ан; согласно книге, на его основе Феанор разработал письменность Тенгвар. Кроме того, существовали 27 магических рун — Къертар, или Къат-эр, имеющих очень важное смысловое значение.
Официально разработок по алфавиту в Сети на данный момент нет.

## Остальные факты
Песни Н. Васильевой исполняют также Айрэ и Саруман.
В настоящее время Н. Васильева работает над текстами о Второй Эпохе Средиземья.